# سانتو دومینگو، اکوادور
سانتو دومینگو (به اسپانیایی: Santo Domingo) یک منطقهٔ مسکونی در اکوادور است که در Santo Domingo de los Tsáchilas Province واقع شده‌است. سانتو دومینگو ۱٬۰۹۲٫۸۹ کیلومتر مربع مساحت و ۳۰۵٬۶۳۲ نفر جمعیت دارد و ۶۲۵ متر بالاتر از سطح دریا واقع شده‌است.